# Hot Water Beach

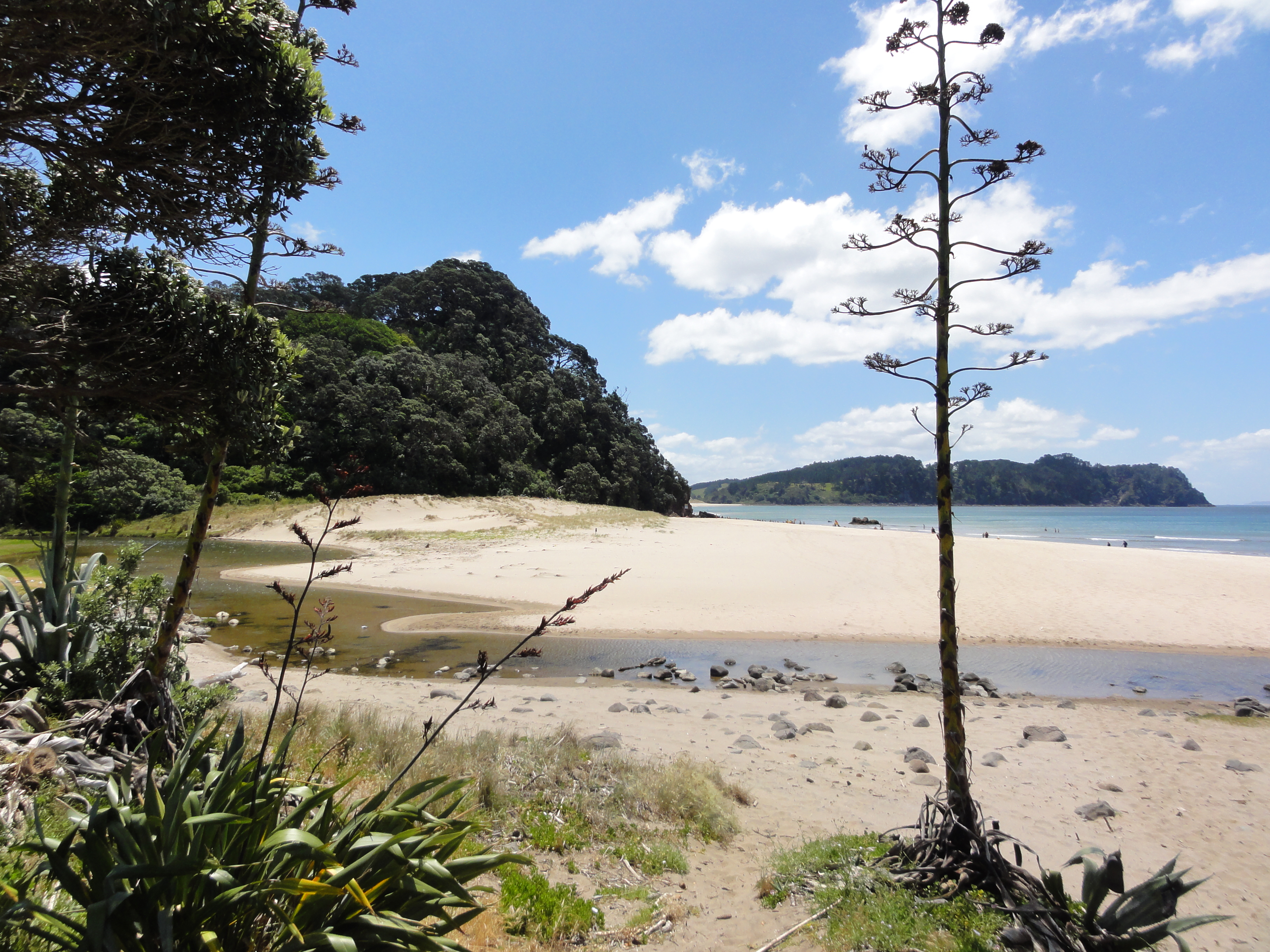
Blick über den Strand, der eigentliche Hot Water Beach befindet sich genau in der Bildmitte

Der Hot Water Beach ist ein Strandabschnitt an der Pazifikküste etwa 12 km von der Kleinstadt Whitianga entfernt. Er befindet sich im Thames-Coromandel District auf der Coromandel Peninsula der Nordinsel Neuseelands.
Der Strand trägt seinen Namen, der übersetzt „Heißwasser-Strand“ bedeutet, wegen des Austrittes von Thermalwasser an einem eng begrenzten Abschnitt des Sandstrandes. Etwa 2 km unter der Erdoberfläche befinden sich etwa 170 °C heiße Gesteinsschichten, die Reste vulkanischer Aktivität in einer Zeit vor 5 bis 9 Millionen Jahren sind. Darüber befinden sich Reservoire heißen Wassers. Kaltes Grundwasser sickert in das Gestein, an seiner Stelle steigt Heißwasser durch Risse im Gestein nach oben. Es tritt in zwei Quellen aus, „Maori“ im Norden mit einer Temperatur von 64 °C und einem Ausstoß von 10 bis 15 L/min und „Orua“ 20 m weiter südlich mit 60 °C.
Das mineralhaltige Wasser hat einen neutralen pH-Wert und enthält Calcium, Magnesium, Natrium, Fluor und Brom sowie Silikate. Im Wasser gelöstes Kohlendioxid tritt in Form von Bläschen aus.
Der Bereich, in dem das Heißwasser austritt, ist nur in einer Zeit von 1 bis 2 Stunden während der Ebbe nicht vom Meer bedeckt. In dieser Zeit wird der Strandabschnitt von Einheimischen und Touristen genutzt, die sich Mulden in den Sand graben, um in dem warmen Wasser zu baden. Die jährlichen Besucherzahlen lagen 2011 bei rund 700.000, wobei man von rund 210.000 Touristen ausging, die von außerhalb Neuseelands kamen. Damit ist der Strand die wichtigste mit Geothermie verbundene Sehenswürdigkeit der Region Waikato.
Südlich der Quellen liegen die Ansiedlung Hot Water Beach, ein bewachter Badestrand und ein von Geröll bedeckter Strand, an dem sich kugelförmige Konkretionen befinden, die an die Moeraki Boulders von der Küste Otagos erinnern, auch wenn sie deutlich weniger gut ausgebildet sind. Der Strand kann vom wenige Kilometer entfernten State Highway 25 erreicht werden. Nördlich befinden sich die Ortschaft Hahei und die Cathedral Cove.

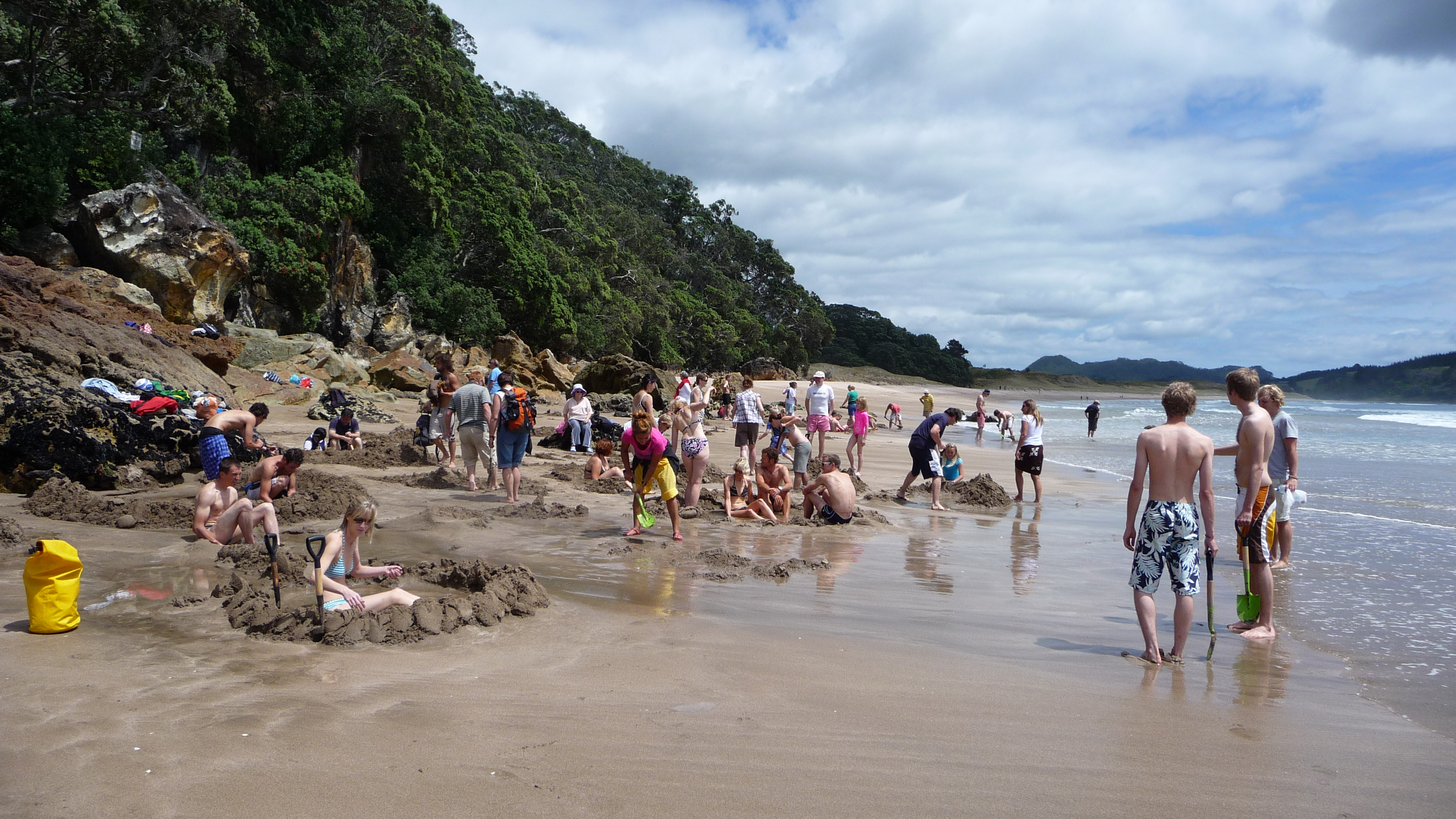
Hot Water Beach
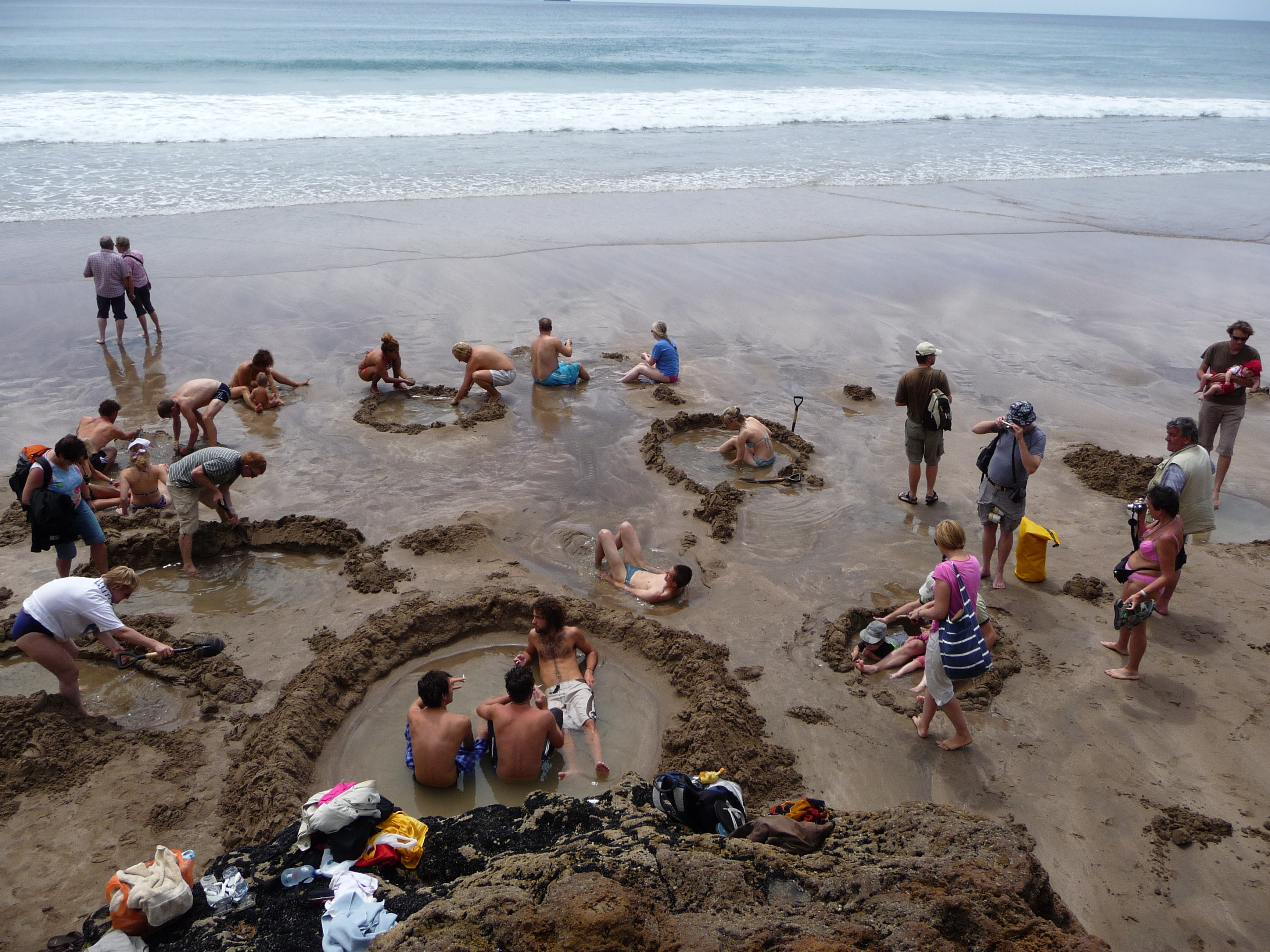
Badegäste am Hot Water Beach
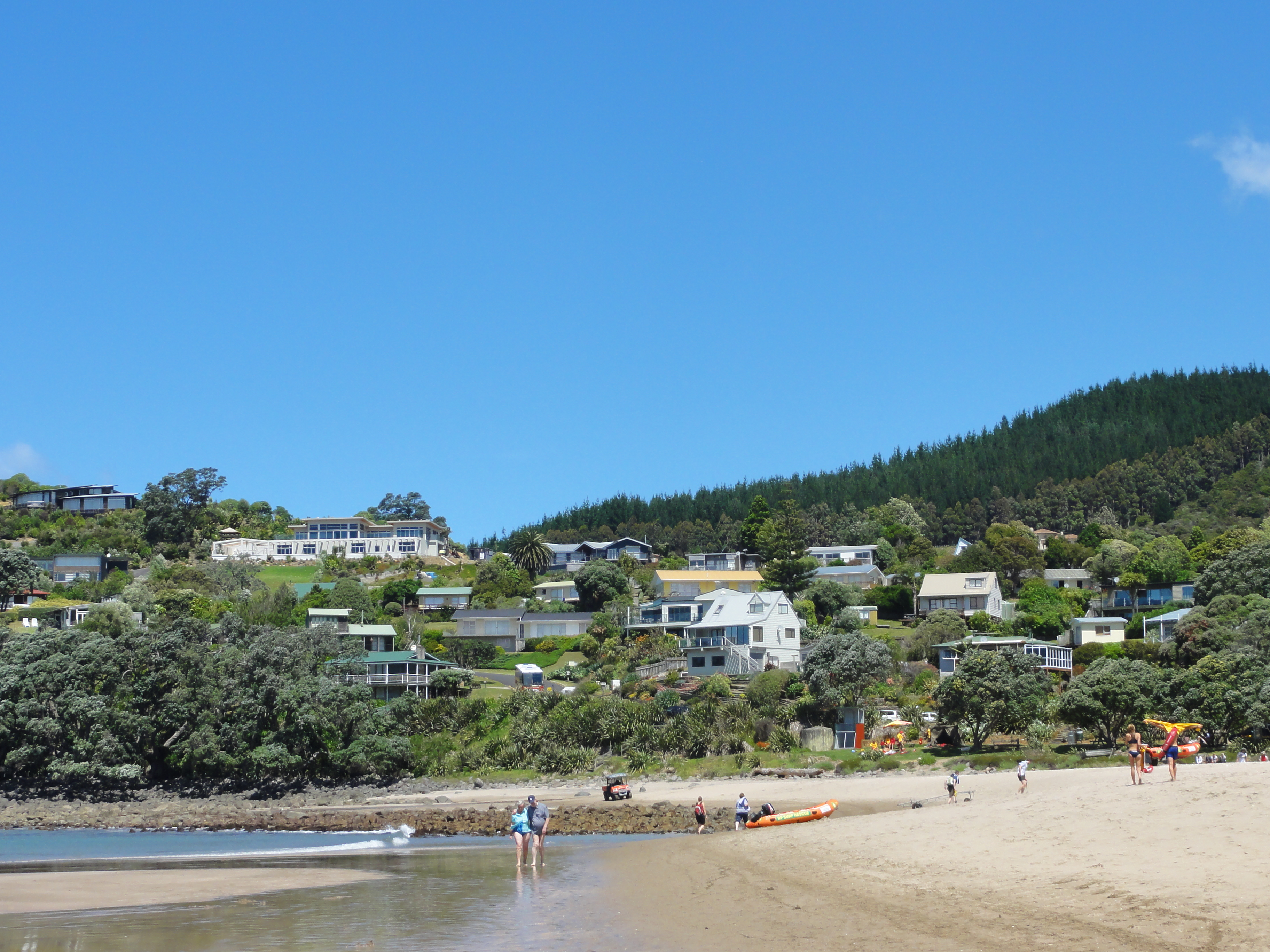
Siedlung Hot Water Beach
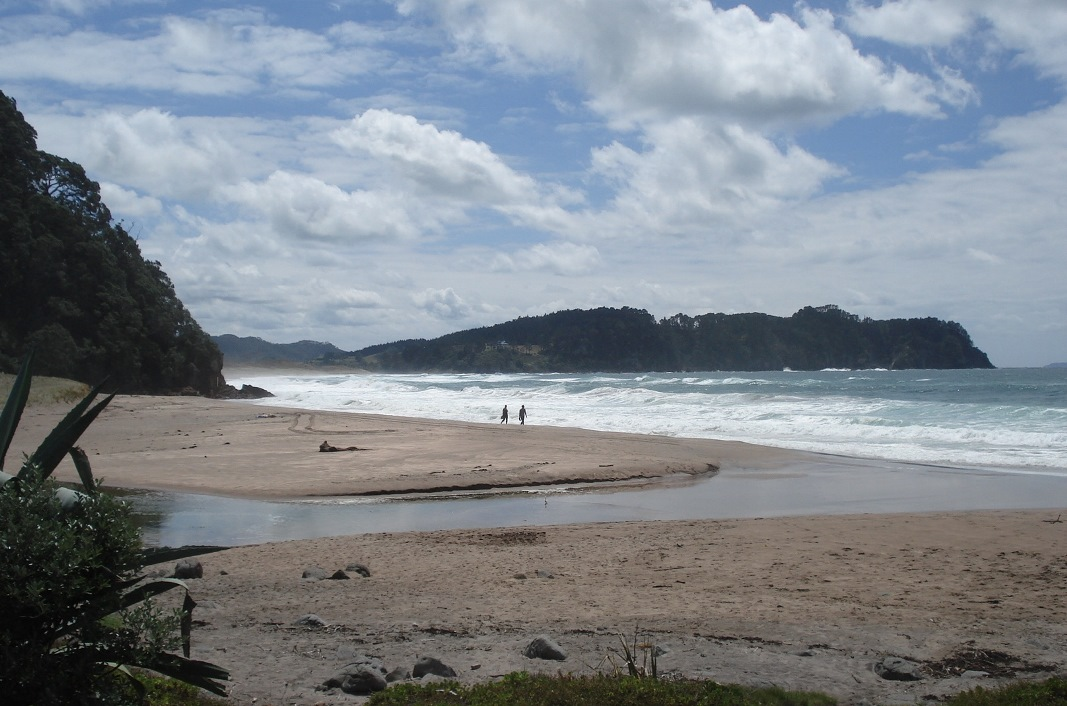
Die Bucht des „Hot Water Beach“ bei Flut
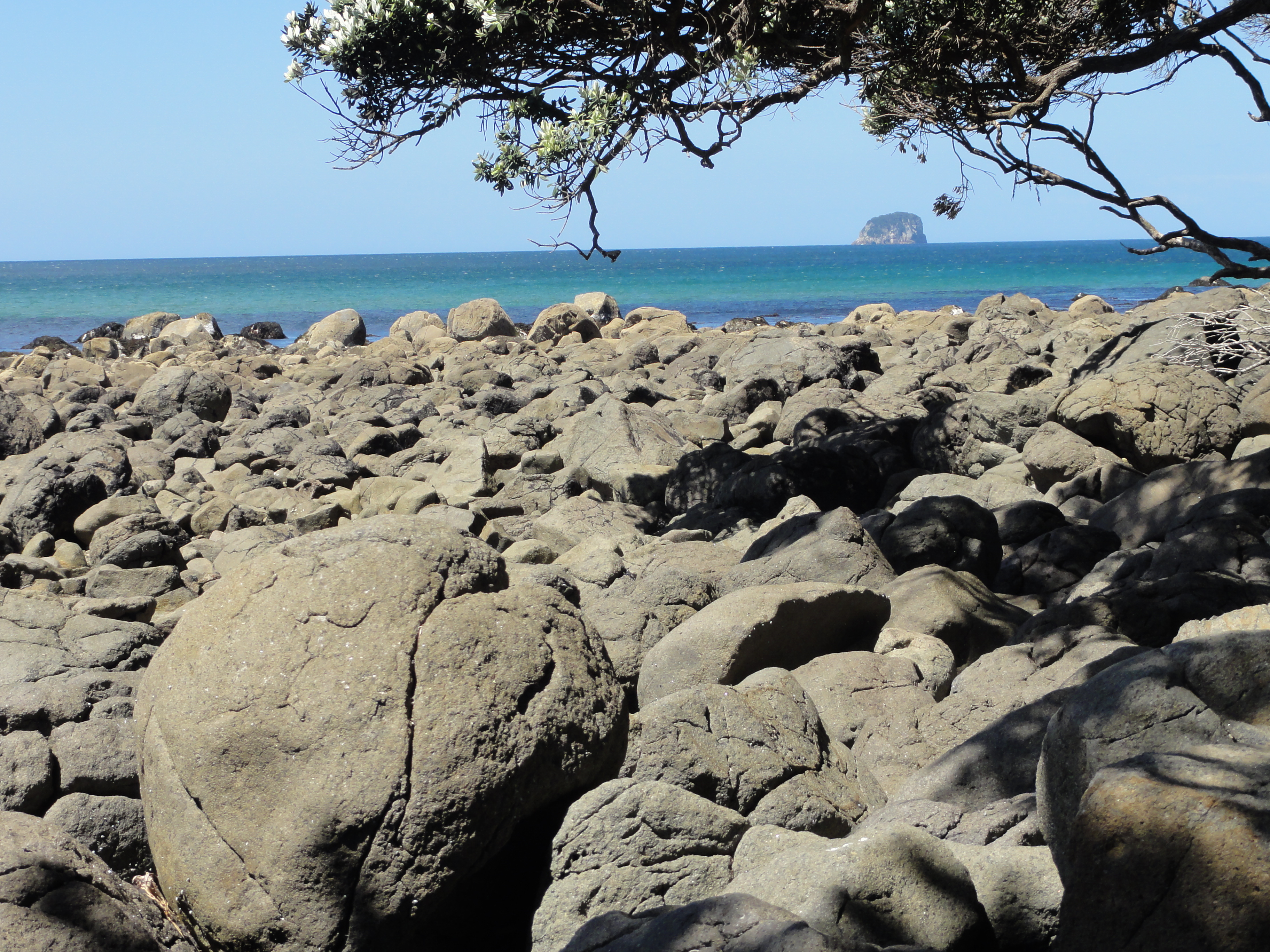
Kugelförmige Konkretion südlich des Hot Water Beach, im Hintergrund Castle Island